# Polystyren (ekspanderet)
Ekspanderet polystyren, EPS, er en opskummet polymer fremstillet af styren. Materialet bruges som isoleringsmateriale og stødabsorber i bl.a. cykelhjelme og diverse emballager. I Danmark kendes materialet også under navnet Flamingo. Navnet Flamingo er oprindeligt navnet på det firma, som gjorde polystyren landskendt i Danmark som pakkefyld, specialformede møbler osv. I dag ejes varemærket Flamingo af emballageproducenten BEWi Flamingo, som er en af de mange producenter, der hele tiden udvikler på materialet og dets formål. Løse polystyrenkugler blev tidligere kaldt Krøyerkugler). Formstøbt anvendes polystyrenet i store mængder til termisk isolering i byggeri og industri, støddæmpende emballage, kofangere og styrthjelme.
Ekspanderet polystyren består af omkring 98 % luft, mens resten af materialet er polystyren. Som med anden polystyren er EPS 100% genanvendelig. På grund af den store mængde af luft i materialet har det en høj varmeisoleringsevne og meget lav massefylde. EPS kan opløses med benzin og acetone. Da EPS, som anden plast, består af organisk materiale kan det brænde. Materialet kan således selvantænde ved over 400 grader, og derfor skal det, når det anvendes som isolering beklædes med ikke-brændbar beklædning.
Formstøbt polystyren produceres i flere hårdhedsgrader afhængig af hvilken belastning de skal optage. Som isolering i byggeri ved gulv-på-jord konstruktioner er den særlig anvendelig også som kapillarbrydende lag, da den ikke er vandsugende. En evne der også udnyttes som dræningsplader ved kældervægsisolering. Polystyren produceres også med brandhæmmer for at øge anvendelsmulighederne.
For at øge isoleringsværdien af ekspanderet polystyren bruger producenter grafit som tilsætning. Ifølge uvildige beregninger giver den øgede refleksion af varme så stor effekt, at der kan spares op til 20 % CO2 af byggeriers aftryk.
Den ekspanderede polystyren produceres ved hjælp af vanddamp i en ekspansionsproces under indflydelse af pentan. Kugler ekspanderes i første omgang, hvorefter de ekspanderes på ny som led i formstøbningsprocessen. Dermed sikres, at materialet opnår en stor mekanisk styrke, formstabilitet og gode langtidsegenskaber ved dynamisk anvendelse.

## Genanvendelse
Materialet er et af de mange materialer, der tidligere har været kendt for ikke at kunne blive genbrugt. Ligesom mange andre polymer- og plastikprodukter kan det ikke blot smeltes og genbruges, som det kendes fra metaler. Med affaldssorteringsreformen i 2021 er det også en af de produkter der specifikt er udeladt fra hustandssorteringen, og derfor umiddelbart bør sorteres som restaffald. Materialet kan dog genanvendes i et vist omfang, og i 2021 blev der fortsat forsket i udviklingen af teknologier til genanvendelse.
AffaldPlus på Sjælland har således åbnet fire indsamlingssteder for disse produkter, der på sigt skal sikre at indsamlet materiale bliver genanvendt. Ultimo 2021 bliver det stadig brændt, som ved restaffald, mens forsyningskæden til genanvendelse som letbeton etableres. Hertil er et pilot projekt i Vordingborg.etableret
I udlandet kendes det også bredt som et problem, der ikke kan genanvendes, og det anslås at 30% af verdens aktive lossepladser består af ekspanderet polystyren. I Mexico bliver materialet granuleret til plastkugler, der derefter kan bruges til formstøbte plastikprodukter.